# West Japan Railway Company
West Japan Railway Company (jap. 西日本旅客鉄道株式会社 Nishi-Nihon Ryokaku Tetsudō Kabushiki-gaisha), nazywana również w skrócie JR West (jap. JR西日本 Jeiāru Nishi-Nihon), wchodzi w skład grupy JR (JR Group) i prowadzi transport kolejowy na obszarze zachodniego Honsiu. Siedziba główna spółki mieści się w Kita-ku, w Osace.

## Statystyki[1][2]
JR West przewozi rocznie 1778 mld pasażerów, co przy łącznej długości torów 5012,7 km daje 52 614 mld pasażerokilometrów rocznie. Łączna długość podwójnego toru to 2253,2 km. Zelektryfikowanych jest 3385,7 km czyli 67,5% linii. Główny rozstaw toru to 1067 mm. Rozstaw dla kolei dużych prędkości to 1435 mm. Tory tego typu przy długości 644 km stanowią 12,8% całej sieci. Na liniach znajduje się 1016 tuneli o łącznej długości 667 km oraz 28 658 mostów. Najdłuższy most to Yoshii River Bridge długości 669 m, a najdłuższy tunel to Shin-Kanmon Tunnel o długości 18,713 km. Na liniach znajduje się 1222 stacji.

## Historia
Spółka JR West została wyodrębniona z Japońskich Kolei Państwowych (Japan National Railways) 1 kwietnia 1987 roku. Proces jej prywatyzacji zakończył się 12 marca 2004 roku.

## Linie kolejowe

Obszar obsługiwany przez JR West jest zaznaczony na kolor jasnoniebieski

### Sanyō Shinkansen

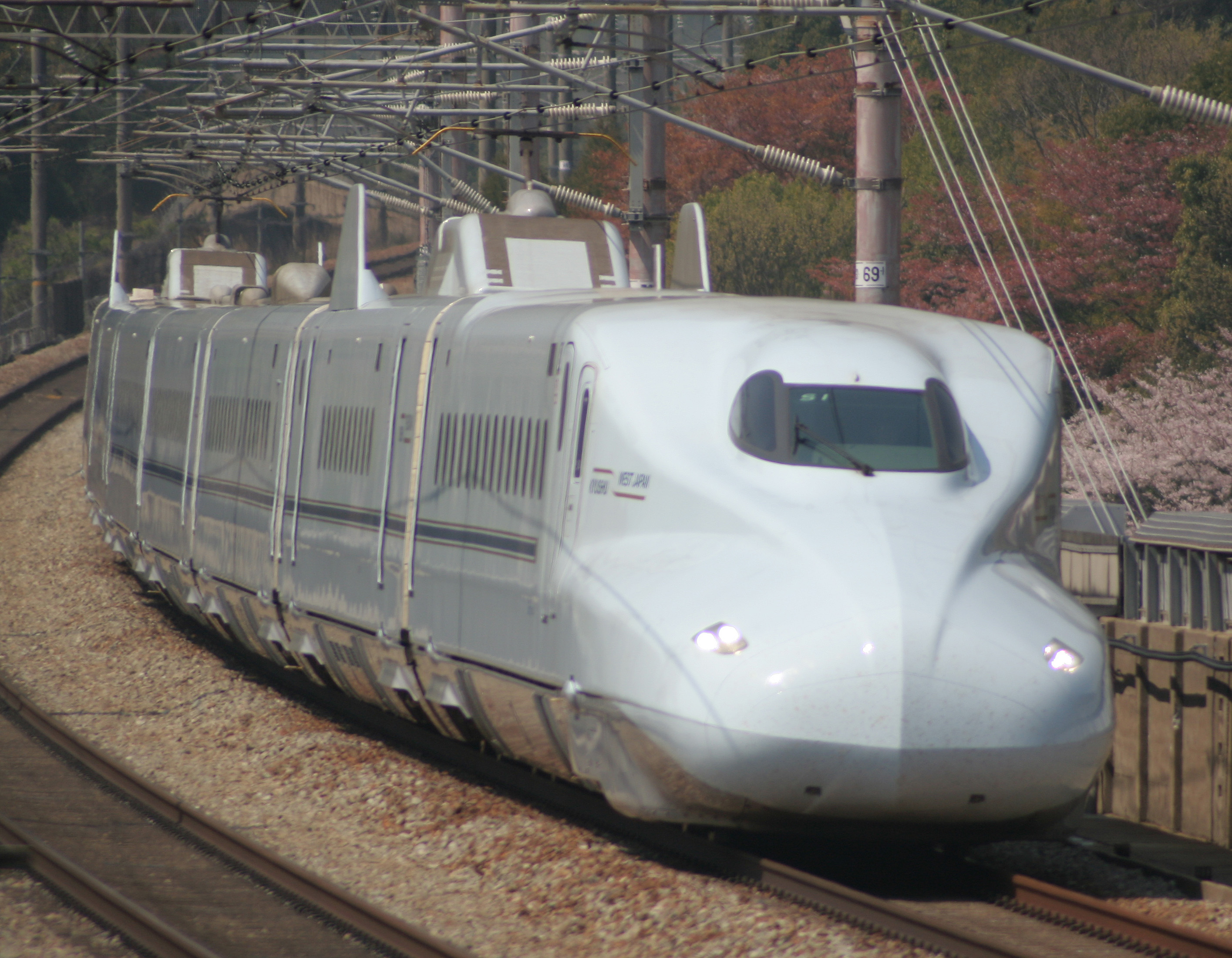
Pociąg N700 Series Shikansen

Najbardziej dochodową linią obsługiwaną przez Japońską Kolej Zachodnią jest San'yō Shinkansen, linia linia kolei dużych prędkości łącząca Osakę z Fukuoką, a będąca przedłużeniem linii Tōkaidō Shinkansen obsługiwanej przez East Japan Railway Company. Spółka zarządza również linią Hakata Minami, krótkim (8,5 km) przedłużeniem linii San'yō Shinkansen do Fukuoki na Kiusiu.

### Linie dojazdowe „Urban Network”
Nazwa „Urban Network”, czyli „miejska sieć” to określenie zarządzanych przez JR West linii kolei dojazdowych w rejonie metropolitalnym Keihanshin (Osaka, Kobe, Kioto). Sieć ta obejmuje 610 km torowisk, posiada 245 stacji i generuje 40% przychodów z transportu pasażerskiego w spółce. Stacje „miejskiej sieci” umożliwiają wnoszenie opłaty za przejazd kartami ICOCA. Kontrola pociągów jest wysoce zautomatyzowana, a częstotliwość w godzinach szczytu sięga jednego pociągu co 2 minuty.

Wykaz linii (kursywą oznaczono nazwy nieoficjalne):
- ■ Linia Akō (赤穂線) (Aioi − Higashi-Okayama)
- ■ Linia Biwako (琵琶湖線) (Nagahama − Kioto) − część Linii Hokuriku oraz Linii Tōkaidō
- ■ Linia Hanwa (阪和線) (Tennōji − Wakayama)
- ■ Linia Kansai Airport (関西空港線) (Hineo − Kansai Airport)
- ■ Linia Katamachi (片町線) (Kizu − Kyōbashi) -nieoficjalnie: Linia Gakkentoshi
- ■Linia JR Kobe (JR神戸線) (Osaka − Kobe − Himeji)
- ■ Linia Kosei (湖西線) (Kioto − Ōmi-shiotsu)
- ■ Linia JR Kioto (Kioto − Ōsaka)
- ■ Linia Nara (奈良線) (Kioto − Nara)
- ■ Linia Okrężna Osaki (ang.: Osaka Loop Line) (大阪環状線) (Ōsaka − Ōsaka)
- ■ Linia Osaka Higashi (おおさか東線) (Hanaten − Kyuuhōji)
- ■ Linia Sagano (嵯峨野線) (Kioto − Sonobe) − część Głównej linii San’in
- ■ Linia Sakurai (桜井線) (Nara − Takada)
- ■ Linia Sakurajima (桜島線) (Nishikujō − Sakurajima) -nieoficjalnie: Linia JR Yumesaki
- ■ Linia JR Takarazuka (福知山線) (Ōsaka − Sasayamaguchi) − część Linii Fukuchiyama
- ■ Linia JR Tōzai
- ■ Linia Yamatoji (大和路線) (Kamo − JR Namba)
- ■ Linia Wakayama (和歌山線) (Ōji − Wakayama)

### Linie międzymiastowe i regionalne
Linie obsługują przewozy pasażerskie głównie między mniejszymi miastami i obszarami wiejskimi zachodniego Honsiu, generując około 20% zysków spółki z przewozów tego typu.

#### Linie międzymiastowe (Intercity)
- ■ Linia Fukuchiyama (福知山線) (Ōsaka − Fukuchiyama)
  - Zawiera Linię JR Takarazuka.
- ■ Linia Hakubi (伯備線) (Kurashiki − Hōki-Daisen)
- ■ Główna linia Hokuriku(北陸本線) (Maibara − Naoetsu)
  - Zawiera Biwako Line.
- ■ Linia Honshi-Bisan (本四備讃線) (Chayamachi − Kojima − Utazu)
  - nieoficjalna nazwa: Linia Seto-Ōhashi
- ■ Główna linia Kansai (関西本線)  (Nagoja − Kameyama − Kamo)
  - Zawiera Linię Yamatoji.
- ■ Główna linia Kisei (紀勢本線) (Shingū − Wakayamashi)
  - Zawiera Linię Kinokuni.
- ■ Główna linia San’in (山陰本線) (Sonobe − Shimonoseki)
  - Zawiera Linię Sagano.
- ■ Główna linia San'yō(山陽本線) (Kobe − Shimonoseki, Hyōgo − Wadamisaki)
  - Zawiera Linię JR Kobe.
- ■ Główna linia Takayama (高山本線) (Inotani − Toyama)
- ■ Główna linia Tōkaidō (東海道本線) (Maibara − Kobe)
  - Zawiera linie: Biwako, JR Kyoto i JR Kobe.

#### Linie regionalne
- ■ Linia Bantan (播但線) (Himeji − Wadayama)
- ■ Linia Etsumi-Hoku (越美北線) (Fukui − Kuzuryūko)
  - nieoficjalnie: Linia Kuzuryū
- ■ Linia Fukuen (福塩線) (Fukuyama − Mirasaka)
- ■ Linia Gantoku (岩徳線) (Iwakuni − Tokuyama)
- ■ Linia Geibi (芸備線) (Niimi − Hiroszima)
- ■ Linia Himi (氷見線) (Takaoka − Himi)
- ■ Linia Inbi (因美線) (Tottori − Tsuyama)
- ■ Linia Jōhana (城端線) (Takaoka − Jōhana)
- ■ Linia Kabe (可部線) (Hiroshima − Kabe)
- ■ Linia Kakogawa (加古川線) (Kakogawa − Tanikawa)
- ■ Linia Kibi (吉備線) (Okayama − Sōja)
- ■ Linia Kishin (姫新線) (Himeji − Niimi)
- ■ Linia Kisuki (木次線) (Shinji − Bingo Ochiai)
- ■ Linia Kure (呉線) (Mihara − Kaitaichi)
  - zawiera: Linię Setouchi Sazanami
- ■ Linia Kusatsu (草津線) (Tsuge − Kusatsu)
- ■ Linia Maizuru (舞鶴線) (Ayabe − Higashi-Maizuru)
- ■ Linia Mine Line (美祢線) (Asa − Nagatoshi)
- ■ Linia Nanao (七尾線) (Tsubata − Wakura Onsen)
- ■ Linia Obama (小浜線) (Tsuruga − Higashi-Maizuru)
- ■ Linia Ōito (大糸線) (Minami-Otari − Itoigawa)
- ■ Linia Onoda (小野田線) (Inō − Onoda)
- ■ Linia Sakai (境線) (Yonago − Sakai Minato)
- ■ Linia Sankō (三江線) (Gōtsu − Miyoshi)
- ■ Linia Tsuyama (津山線) (Okayama − Tsuyama)
- ■ Linia Ube (宇部線) (Shin-Yamaguchi − Ube)
- ■ Linia Uno (宇野線) (Okayama − Uno)
- ■ Linia Yamaguchi (山口線) (Shin-Yamaguchi − Masuda)

## Działalność pozakolejowa spółki

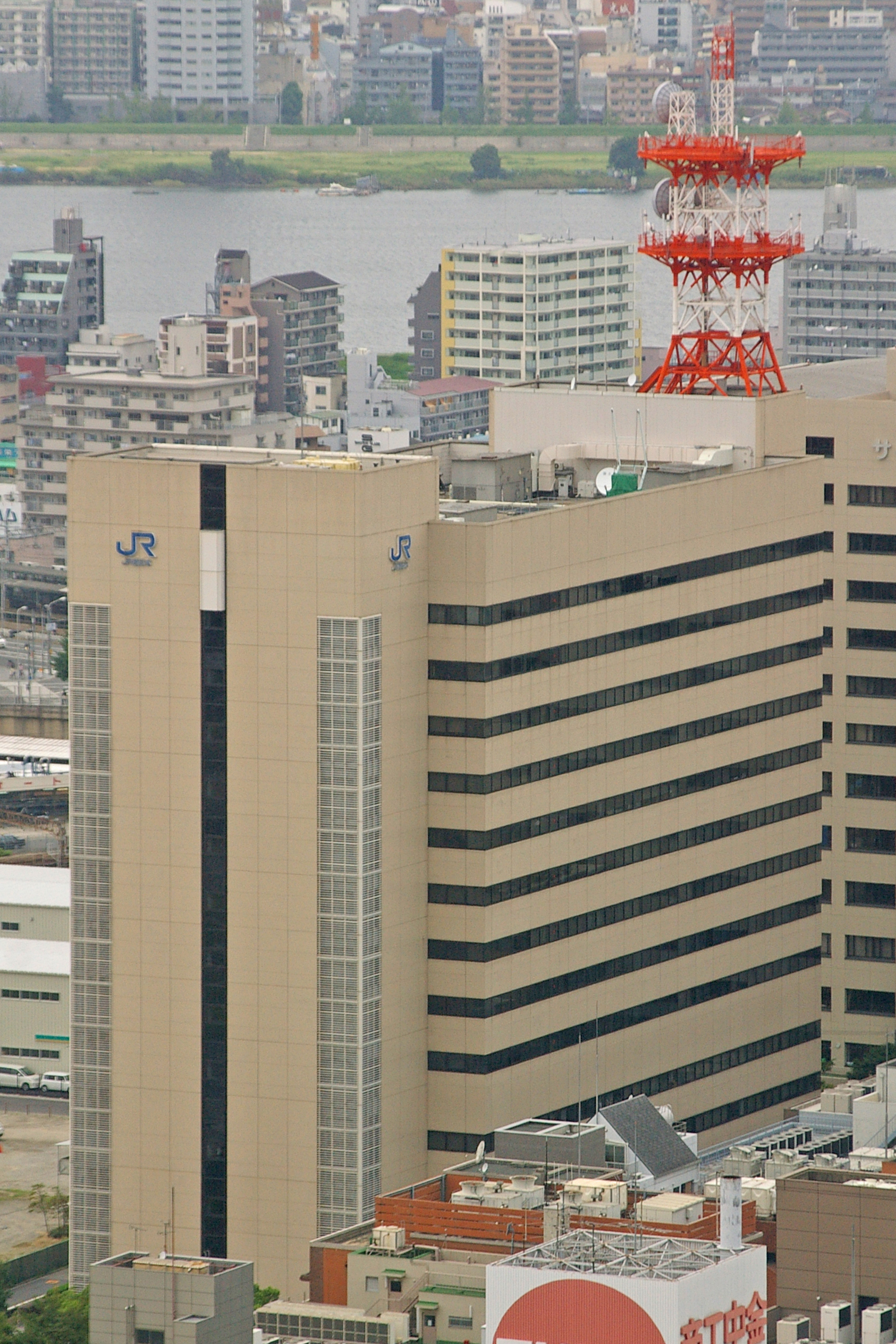
Siedziba główna JR West: Kita-ku, Osaka

- Prowadzi hotele: Hotel Granvia Kyoto, Hotel Granvia Osaka, Hotel Granvia Wakayama, Hotel Granvia Okayama, Hotel Granvia Hiroshima, Nara Hotel, Sannomiya Terminal Hotel i Hotel Hopinn Aming.
- Prowadzi dom towarowy na dworcu Kioto
- Prowadzi międzymiastowe przewozy autobusowe
- Prowadzi biuro podróży Nippon Travel Agency
- Prowadzi przewozy promem linii JR Miyajima Ferry(inne języki) pomiędzy Miyajimaguchi(inne języki), Hatsukaichi, Hiroszimą a Miyajimą na wyspie Itsukushima
- i inne